# Джеймс Шлезінгер
Джеймс Родні Шлезінгер (англ. James Rodney Schlesinger; нар. 15 лютого 1929, Нью-Йорк — пом. 27 березня 2014, Балтимор, Меріленд) — американський економіст, політик та державний діяч, член Республіканської партії. Міністр оборони при президентах Річарді Ніксоні та Джеральді Форді, міністр енергетики у кабінеті президента Джиммі Картера, директор ЦРУ у 1973 році.

## Біографія
Син єврейських емігрантів — мати Рея Роген походила з російської частини Литви, батько Юліус Шлезінгер — з Австрії. У віці 20 років конвертутвав у лютеранство. Навчався у Гарвардському університеті. У 1950 році здобув ступінь бакалавра, а у 1952 — докторський ступінь з економіки. Доктор філософії (1956), Шлезінгер викладав економіку в Університеті Вірджинії. Він працював у RAND з 1963 по 1969.
Шлезінгер був головою ЦРУ з січня по липень 1973. Шлезінгер працював міністром оборони США за президентів Річарда Ніксона і Джеральда Форда з 1973 по 1975 роки.
Коли демократ Джиммі Картер став президентом США у 1977, він призначив республіканця Шлезінгера своїм радником з питань енергетики. Коли було створено Міністерство енергетики США у тому ж році, Картер призначив його на посаду міністра. У липні 1979 його змінив Чарльз Дункан.
Шлезінгер написав серію авторських статей про глобальне потепління й був відомим скептиком у цьому питанні.